# هو بیسگالتو
هو بیسگالتو (انگلیسی: Ho Bisgaltu؛ زادهٔ ۲۱ مارس ۱۹۶۸)  کشتی‌گیر اهل چین بود. وی در بازی‌های المپیک تابستانی ۱۹۸۸ و ۱۹۹۲ شرکت کرده‌است.